# Mörttjärnen (Glava socken, Värmland, 660675-130733)
Mörttjärnen är en sjö i Arvika kommun i Värmland och ingår i Göta älvs huvudavrinningsområde.